# Again2
《Again2》是日本二人组合柚子（ゆず）的第12张单曲。2002年2月13日由其所属公司Senha&Company发售。